# Journal francophone de Budapest
Le Journal francophone de Budapest, aussi appelé JFB, est l'un des principaux médias d'information francophone de Hongrie et d'Europe de l'Est. Fondé en 1992 sous la forme d'une publication imprimée mensuelle, puis bimensuelle, et enfin hebdomadaire,  il est aujourd'hui un pure player traitant de l'actualité culturelle, politique et sociale, tout en proposant de nombreux hors-séries physiques.

## Histoire
Le Journal Francophone de Budapest est issu d'une longue tradition d'information francophone en Hongrie. Celle-ci débute en 1922, avec la publication du premier journal d'information francophone L'Écho du Danube, co-financé par les États français et hongrois.
Fondé en 1992, à la suite de l'effondrement de l'URSS et de son emprise sur le Bloc de l'Est, il se fait le renouveau d'une tradition de la presse écrite française en Hongrie. Principalement porté par le mouvement de libéralisation du pays, le renouveau culturel et l'afflux de nouveaux expatriés francophones, le JFB connait sa plus forte activité au début des années 2000.
Il disparait sous sa forme imprimée quotidienne au tournant de l'année 2012.
Aujourd'hui, il est disponible sous forme numérique, et sous forme papier pour les hors-séries réguliers. Il constitue avec Le Courrier d'Europe centrale, les deux principaux supports d'information pour le lectorat francophone en Hongrie.

## Ligne éditoriale
Le Journal Francophone de Budapest traite avant tout des actualités culturelles, politiques et sociales de la Hongrie. Un de ses objectifs principaux est de promouvoir la francophonie,. Il porte une attention particulière aux activités de l'Ambassade de France et de l'Institut français de Budapest. Il est reconnu à ce titre par l'Union internationale de la presse francophone, dont la présidente de section Hongroise (Eva Vamos) est également la rédactrice en chef du journal. Par ailleurs, il est également reconnu par l'Agora francophone internationale (association professionnelle de l'ESJ Lille), comme une des 168 sources sûres de la revue de presse.
Il est aujourd'hui délibérément tourné vers une information culturelle de qualité, avec un suivi fin de l'actualité des milieux artistiques en Hongrie.
La ligne éditoriale se veut ouverte sur le monde, consciente des défis environnementaux, et libérale par la promotion de l'art et de la francophonie, dans un contexte politique hongrois marqué par la doctrine de l'illibéralisme portée par le Premier ministre Viktor Orbán.

## Structure et équipe
Le Journal Francophone de Budapest est sous la direction éditoriale de Eva Vamos, également vice-présidente de l'Union internationale de la presse francophone. 
Il compte dans sa rédaction Éva Vámos, Rita Szabó, Joël Le Pavous, Gwenaëlle Thomas-Maire, Pierre Waline, Daniel Psenny, Nina Popova, Milena Le Comte Popovic. Outre les membres de la rédaction, Le Journal Francophone de Budapest a compté dans son équipe Claude-André Donadello, Monique Gehler, Mathilde Houssay, Constantin Lu, Kinga Neder, Catherine Tamussin, Melinda Vörös, Lucas Gauvry, Elayis Bandini, Lucas Santerre...